# Ivo Scapolo
Ivo Scapolo (24 de juliol de 1953, Terrassa Padovana, Itàlia) és un arquebisbe i diplomàtic italià.
Fou ordenat sacerdot el 4 de juny del 1978 a Pàdua. Doctor en dret canònic, entrà al servei diplomàtic de la Santa Seu l'1 de maig del 1984. Dins d'aquest departament serví a les representacions pontifícies d'Angola, Portugal, Estats Units i a la secció per a les relacions amb els estats de la Secretaria d'Estat de la Santa Seu.
El 26 de març del 2002 és designat nunci apostòlic a Bolívia, essent nomenat també arquebisbe titular de Tagaste. Va rebre la consagració episcopal el 12 de maig del 2002 a mans del cardenal Angelo Sodano. Es mantingué en aquest càrrec fins al 17 de gener del 2008, quan és nomenat nunci apostòlic de Ruanda.
Fou escollit pel papa Benet XVI per reemplaçar Giuseppe Pinto com a nunci apostòlic de Xile el 15 de juliol del 2011.